# Dê núi sừng ngắn
Dê núi sừng ngắn hay còn gọi là con Tahr tên gọi thông dụng ở vùng Trung Á chỉ về ba loài động vật móng guốc cỡ lớn và vừa ở vùng miền Trung châu Á và liên quan chặt chẽ đến những con dê hoang. Chúng là những con dê núi hay dê rừng, dê hoang sống trên các đồi núi, vách đá cheo leo hiểm trở và hoang vu của vùng Trung Á, chúng có sừng tương đối ngắn so với các loài sơn dương, dê núi, dê rừng khác.

## Di truyền
Cho đến gần đây ba loài được cho là có liên quan chặt chẽ và được đặt trong một chi duy nhất là Hemitragus. Nghiên cứu di truyền đã chứng minh rằng ba loài dê núi sừng ngắn không liên quan chặt chẽ với nhau như trước đây. Bây giờ ba loài này được coi là thành viên của ba chi đơn loài riêng biệt, Hemitragus hiện được dành riêng cho các loài dê núi sừng ngắn Himalaya; Nilgiritragus cho dê núi sừng ngắn Nilgiri và Arabitragus cho dê núi sừng ngắn Ả rập.

## Đặc điểm
Trong khi những con dê núi sừng ngắn Ả Rập sống ở vùng Oman và dê núi sừng ngắn Nilgiri sống ở vùng Nam Ấn Độ đều có phạm vi nhỏ và được coi là nguy cơ tuyệt chủng cao, các con dê núi sừng ngắn Himalaya vẫn còn tương đối phổ biến ở dãy núi cao Himalaya, và đã được du nhập đến các dãy núi Alps phía Nam của New Zealand. Đó là động vật du nhập được sử dụng cho mục đích săn bắn tiêu khiển. Ngoài ra còn có một số quần thể dê núi trên núi Bàn ở Nam Phi, hậu duệ của một cặp dê núi sừng ngắn mà đã trốn thoát khỏi một vườn thú vào năm 1936, nhưng hầu hết trong số này đã bị tiêu hủy.

## Tập tính
Chúng sống ở những vùng núi cao cheo leo hiểm trở ở những rặng núi, đồi núi heo hút của vùng Trung Á, nơi khả năng leo trèo của chúng là một lợi thế giúp chúng trốn tránh các kẻ thù của chúng. Chúng có một thói quen là hay ăn vào buổi sáng sau một thời gian nghỉ dài, sau đó cho ăn vào buổi tối, tạo thành thói quen của dê núi sừng ngắn hàng ngày. Tahrs thường không hoạt động hoặc ăn vào ban đêm và có thể được tìm thấy tại các buổi sáng và buổi tối cùng một vị trí. Loài dê núi Tahr sống ở phía nam Ấn Độ. Vào mùa sinh sản, con cái sẽ báo hiệu cho con đực biết rằng nó đang "có hứng" bằng cách đái lên người của con đực.